# Contea di You
La contea di You (攸县S, Yōu XiànP) è una contea della Cina, situata nella provincia di Hunan e amministrata dalla prefettura di Zhuzhou.